# デニス・アリベク
デニス・アリベク（Denis Alibec, 1991年1月5日 - ）は、ルーマニア・コンスタンツァ県マンガリア出身のサッカー選手。同国代表。FCファルル・コンスタンツァ所属。ポジションはFW。

## 経歴
2009年7月、リーガ1のFCファルル・コンスタンツァからセリエAのインテルナツィオナーレ・ミラノに移籍。2010年5月19日、UEFAチャンピオンズリーグ 2009-10決勝の前哨戦として行われたインテルU-18対FCバイエルン・ミュンヘンU-18の試合では前後半にそれぞれ1点ずつを決め、チームを2-0の勝利に導いた。セリエAにおけるデビューは2010年11月21日のACキエーヴォ・ヴェローナ戦。後半途中からジョナタン・ビアビアニーに代わってピッチに立った。
2011年8月24日、ジュピラー・プロ・リーグのKVメヘレンへ1年間のレンタル移籍が発表された。2012年3月からは、母国のFCヴィトルル・コンスタンツァへのレンタルで経験を積む。2013-14シーズンは再びイタリアへ戻り、レンタル先のボローニャFCでプレーした。2014年1月、リーガ1のAFCアストラ・ジュルジュに移籍した。2015年8月16日、FCヴォルンタリ戦でアストラのリーガ1でのクラブ通算500ゴール目となる記念ゴールを決めた。2018年7月27日、3年契約でアストラへ復帰することが発表された。2020年10月2日、カイセリスポルへ移籍した。

## タイトル

### クラブ
インテル
- スーペルコッパ・イタリアーナ : 2010
- FIFAクラブワールドカップ : 2010

アストラ・ジュルジュ
- リーガ1 : 2015-16
- クパ・ロムニエイ : 2013-14
- スーペルクパ・ロムニエイ : 2014, 2016

CFRクルジュ
- リーガ1 : 2021-22

### 個人
- リーガ1月間最優秀選手 : 2015.12, 2016.4, 2017.5
- ルーマニア年間最優秀選手 : 2016
- リーガ1年間ベストイレブン : 2016-17, 2019-20